# Kanton Cosne-Cours-sur-Loire
Der Kanton Cosne-Cours-sur-Loire ist seit 2015 ein französischer Wahlkreis im Arrondissement Cosne-Cours-sur-Loire im Département Nièvre und in der Region Bourgogne-Franche-Comté; sein Hauptort ist Cosne-Cours-sur-Loire.

## Gemeinden
Der Kanton besteht aus sieben Gemeinden mit insgesamt 14.013 Einwohnern (Stand: 1. Januar 2022) auf einer Gesamtfläche von 169,84 km²:
| Gemeinde                     | Einwohner 1. Januar 2022 | Fläche km² | Dichte Einw./km² | Code INSEE | Postleitzahl |
| ---------------------------- | ------------------------ | ---------- | ---------------- | ---------- | ------------ |
| Alligny-Cosne                | 922                      | 34,41      | 27               | 58002      | 58200        |
| Cosne-Cours-sur-Loire        | 9.786                    | 53,30      | 184              | 58086      | 58200        |
| La Celle-sur-Loire           | 786                      | 21,17      | 37               | 58044      | 58440        |
| Myennes                      | 536                      | 7,40       | 72               | 58187      | 58440        |
| Pougny                       | 473                      | 19,19      | 25               | 58213      | 58200        |
| Saint-Loup-des-Bois          | 463                      | 17,28      | 27               | 58251      | 58200        |
| Saint-Père                   | 1.047                    | 17,09      | 61               | 58261      | 58200        |
| Kanton Cosne-Cours-sur-Loire | 14.013                   | 169,84     | 83               | 5805       | –            |